# Рафах (Египет)
Ра́фах (араб. رفح‎) — город в провинции Северный Синай в Республике Египет. Наравне с Табой на юге страны, один из самых важных городов в военно-стратегическом плане.
Население 80 283 жителей (2021 год).

## География
Расположен на берегу Средиземного моря, на самом северо-востоке Синайского полуострова, на границе с сектором Газа. Фактически один город разделён на египетскую часть и палестинскую. В Рафахе проживают египтяне, а также некоторые бедуинские племена, главное из которых рамилат.

## История
В древнем Египте город был известен под названием Рапия, всегда входил в состав Египетской империи. Также город являлся значительным пунктом на пути египетских военных походов в Левант и Анатолию.
К середине 2018 года военные Египта разрушили минимум 6850 зданий в городе Рафах(?причина), а с августа 2016 по август 2019 года армия Египта разрушила и закрыла 3500 гектаров сельскохозяйственных угодий. Впоследствии число разрушенных египтянами зданий поднялось до 7460.

## Климат
Как и в других средиземноморских городах, местный климат характеризуется тёплым летом, мягкой и прохладной зимой. Температура летом может быть около 30ºC в дневное время. В зимнее время в городе тепло днём, но ночью температура может опускаться до -1°C и ниже. 
Случаются осадки с градом и снегом.

## Экономика
Сельское хозяйство
Благодаря дождям, граду и мокрому снегу город имеет обильный источник воды для сельского хозяйства и выращивания сельскохозяйственных культур. Средиземноморские фрукты и зерновые культуры являются доминирующими: персики, маслины, яблоки, цитрусовые, финики, виноград, клубника и перец.